# Catur (Kintamani)
Catur is een bestuurslaag in het regentschap Bangli van de provincie Bali, Indonesië. Catur telt 1566 inwoners (volkstelling 2010).